# دوك (همبرات)
دوك (بالفارسية: دوک) هي قرية تقع في إيران في قسم همبرات الريفي. يقدر عدد سكانها بـ 18 نسمة بحسب إحصاء 2016.